# Mutte
Mutte bezeichnet einen in Ostfriesland gebräuchlichen Typ von Segelschiffen für die Fluss- und Kanalschifffahrt. Sie wurden häufig in den Moorgebieten von Ostfriesland und Oldenburg eingesetzt, größere Mutten brachten auch Ladung an die Weser und die Elbe.
Mutten entstanden im 17. Jahrhundert und waren flachgehende Schiffe mit Seitenschwertern, einem umlegbaren Mast mit Gaffelsegeln sowie Gaffeltoppsegeln und Stagfock. Sie hatten einen runden Bug und ein überhängendes Heck. Nach Bauweise und Verwendungszweck wurde zwischen den rundgebauten Torfschiffen und den für Personen- und Frachtfahrt an den Schiffsenden spitzgebauten Spitzmutten unterschieden. Diese hatten eine eckige Kimm und eine schärfere Rumpfform mit nach außen fallenden Steven. Sie hatten keine Kajüte und keine Schwerter. Als Küstenboote waren sie mit zwei Klüver versehen. Im 19. Jahrhundert wurden sie auch mit Besanmast gefahren.
Ursprünglich hatten Mutten die üblichen Abmessungen von 11 bis 14 Metern Länge und 2,5 bis 3,5 Metern Breite. Mitte des 19. Jahrhunderts stieg die Länge auf bis zu 18 Meter und die Breite auf maximal 4,5 Meter, was einem Rauminhalt von 40 RT entsprach.